# Droga wojewódzka 507
Die Droga wojewódzka 507 (Abkürzung: DW 507) ist eine polnische Woiwodschaftsstraße, die im Nordwesten der Woiwodschaft Ermland-Masuren verläuft. Auf einer Länge von 69 Kilometern verbindet sie die Städte Braniewo (Braunsberg), Pieniężno (Mehlsack), Orneta (Wormditt) und Dobre Miasto (Guttstadt) miteinander und durchfährt dabei die drei Kreise Braniewo (Barunsberg), Lidzbark Warmiński (Heilsberg) und Olsztyn (Allenstein), entlang der Bahnstrecke von Braniewo nach Dobre Miasto bzw. weiter nach Gutkowo (Göttkendorf) und Olsztyn.
Straßenverkehrstechnisch ist die Woiwodschaftsstraße ein Bindeglied zwischen der Schnellstraße S22, den Landesstraßen 51 und 54 sowie den Woiwodschaftsstraßen 504, 509, 510, 512, 513, 528, 530 und 593.
Zwischen Braniewo und Pieniężno verläuft die Straße auf der Trasse der ehemaligen deutschen Reichsstraße 142.